# Garden City (Alabama)
Garden City város az USA Alabama államában, Blount és Cullman megyében. Lakosainak száma 528 fő (2020. április 1.).

## Népesség
A település népességének változása:
| Lakosok száma | 534  | 492  | 528  |
|               | 1950 | 2010 | 2020 |